# Sincorámyrsmyg
Sincorámyrsmyg (Formicivora grantsaui) är en fågel i familjen myrfåglar inom ordningen tättingar.

## Utseende och läte
Sincorámyrsmygen är en långstjärtad myrsmyg, typisk för släktet Formicivora, med mörkbrun hjässa, rygg och övergump. Hanen har svart på huvudsidorna och tygeln samt på undersidan från haka till buk, klantat av ett vitt streck från ovan tygeln via hals- och bröstsidorna till buksidorna. Nedre delen av buken och undergumpen är grå och flankerna är ljusbruna. De bruna vingfjädrarna har vita kanter på innerfanen, medan övre vingtäckarna är svarta med vita fläckar längst ut. Även stjärtfjädrarna har vita spetsar. Ögat är brunt, näbben svart, hos honan grått längst in på nedre näbbhalvan. 
Honan skiljer sig vidare från hanen genom något ljusare ovansida och vitt med svarta streck på huvud och undersida. Benen är blygrå med gulaktiga sulor på tårna. Liknande rostryggig myrsmyg är ljusare och mer roströda ovan med gulbeige ton på nedre delen av flankerna. 
Varningslätet är tudelat och upprepas i stort sett alltid. Även mycket korta och tydligt varierade duetter mellan könen kan höras. Den så kallade "högljudda sången" typisk för släktet liknar övriga arters.

## Utbredning och status
Fågeln förekommer i Serra do Sincorá, i regionen Chapada Diamantina, Bahia, Brasilien. IUCN kategoriserar den som starkt hotad.

## Namn
Fågelns vetenskapliga artnamn hedrar Rolf Grantsau, en tysk ornitolog boende i Brasilien.